# Klädpoker med djävulen
Klädpoker med djävulen är Carl-Johan Vallgrens debutalbum från 1996. Producent: Anders Dahl. Exekutiv producent: Bosse Persson. Inspelad och mixad i OAL studio i januari och februari 1996.

## Låtar
1. Klädpoker med djävulen
2. Charlie Johansson i Marrakech
3. Elviras vals
4. Med tanke på
5. Sven och Magdalena
6. Rasistens klagan
7. En cigarett
8. En bedragen kvinnas avsked
9. Supvisa
10. Berlin
11. En privatdetektivs bekännelser
12. Godnattvisa